# Целофан
Целофанът представлява прозрачен целулозен материал във формата на тънки листове, използван основно за опаковане на продукти. Химически, целофанът е целулоза в определена кристална форма (целулоза II).

## История
Целофанът е изобретен през 1908 г. от швейцарския текстилен инженер Jacques Brandenberger.

## Производство
Първичната суровина за целофана са различни източници на целулоза като дървесина, памук, коноп и др. Целофанът се получава чрез т.нар. „вискозен процес“.
Естествената целулозата се обработва в алкален разтвор и взаимодейства с въглероден дисулфид до получаването на вискозен разтвор наречен вискоза, подходящ за формуване. Вискозата се екструдира през тънък процеп във вида на лист, който преминава през кисела баня, при което вискозата се превръща обратно в целулоза (регенерира се).
По подобен начин се получават и други материали от регенерирана целулоза. Регенерираната целулоза има различна кристална структура от тази на естествената целулоза.

## Свойства
Целофанът е прозрачен, гъвкав, лесно възпламеним, сравнително здрав и устойчив на мазнини. Силно влагопроницаем е и когато се навлажни, здравината му силно се влошава. За да се подобри водоустойчивостта му, може да се покрие с лак от нитроцелулоза. Тъй като е форма на целулозата и се произвежда от нея, той е биоразградим и възобновим.

## Употреба
С навлизането на лесните за производство синтетични материали като полиетилен и полипропилен, целофанът започва да се измества от тях. Освен това, вискозният производствен процес използва силно токсичния въглероден дисулфид, което допълнително намалява неговата привлекателност.